# Стрельба по-мозамбикски
Стрельба по-мозамбикски — это техника стрельбы из огнестрельного оружия при ближнем бое, согласно которой стрелок должен произвести два быстрых выстрела в торс цели (техника двойного выстрела в основную цель) и далее произвести более сложный выстрел в голову который, если выполнен правильно, немедленно остановит цель.

## История
Согласно рассказам, техника возникла благодаря родезийскому наемнику Майку Руссо (англ. Mike Rousseau), участвовавшему в Войне за независимость Мозамбика (1964-1974). Ведя бой в аэропорту города Лоренсу-Маркиш (ныне Мапуту), Руссо свернул за угол и столкнулся с одним из партизан ФРЕЛИМО, вооружённым АК-47, который находился в 10 шагах от Руссо. Руссо немедленно выхватил свой пистолет Browning HP 35 и открыл огонь используя технику двойного выстрела (техника стрельбы, при которой стрелок производит два быстрых контролируемых выстрела в торс цели). Руссо поразил цель по обе стороны грудины, обычно этого достаточно, чтобы убить или обезвредить противника. Видя, что партизан продолжает наступать, Руссо попытался произвести выстрел в голову и попал в основание шеи, повредив спинной мозг.  Руссо рассказал о случившемся своему знакомому Джеффу Куперу, эксперту по огнестрельному оружию, основателю стрелковой школы «Gunsite Academy», который включил "стрельбу по-мозамбикски" в список техник современной стрельбы.
Стрельба по-мозамбикски была включена в учебный курс академии с конца 1970-х годов. В 1980 два офицера специального подразделения, полицейского департамента Лос-Анджелеса Лари Мадгетт (англ. Larry Mudgett) и Джон Хелмс (англ. John Helms) присутствовали при тренировке в школе «Gunsite Academy» и получили разрешение от Купера обучить технике сотрудников Департамента полиции Лос-Анджелеса и переименовать её в "Упражнение на отказ [остановиться]" (англ. Failure Drill), обеспокоенные тем, что термин «мозамбикский» может иметь расовый подтекст.

## Теория и техника
Техника стрельбы по-мозамбикски предназначена для того, чтобы гарантированно остановить цель, произведя два выстрела в  наиболее уязвимые места верхней части туловища, и потом, если цель все ещё проявляет активность, произвести третий, более прицельный и тяжелый в исполнении выстрел в голову. Из-за таких факторов как: бронезащита, стимулирующее воздействие наркотических веществ, или не попадание в жизненно важные органы, выстрелы в торс могут быть не эффективными, тогда требуется третий выстрел. Для того, чтобы гарантированно и незамедлительно вывести из строя противника, повредив мозг и центральную нервную систему, выстрел должен быть произведён в зону между бровями и верхней губой, в ином случае различные костные участки черепа могут не дать пуле пройти в мозг.

## В массовой культуре
В художественном фильме «Схватка» (1995) мозамбикскую технику стрельбы сперва использует персонаж Тома Сайзмора (Майкл), чтобы добить одного из охранников броневика в первой сцене ограбления в фильме, а затем персонаж Роберта Де Ниро (Нил) ближе к финалу, чтобы казнить предателя.
В триллере «Соучастник» (2004), стрельба по-мозамбикски является наиболее предпочитаемой техникой стрельбы Винсента, которую он использует несколько раз, включая сцену с попыткой украсть дипломат.
В четвёртой серии второго сезона телесериала «Декстер» во время осмотра места преступления сержант Джеймс Доукс, наблюдая способ, которым была убита жертва, комментирует: «её мозамбикнули» (англ. «she was Mozambiqued.»)
В сериале Саутленд (Южная Территория) второй эпизод первого сезона называется «Мозамбик», в начале говорится «Мозамбик — убийство с контрольным выстрелом».
Главный герой боевика «Джон Уик» (2014)  использует эту технику в ночном клубе «Red Circle».
В песне «Conditions of My Parole»  группы «Puscifer» звучит строчка «So I shipped her ass to Mozambique», имея в виду, что рассказчик застрелил свою жертву данной техникой.
В компьютерной игре Door Kickers имеется возможность прокачать данный скилл.